# Шишкодзьоба качка
Шишкодзьоба качка (Sarkidiornis) — рід гусеподібних птахів родини качкових (Anatidae). Представники цього роду мешкають в Південній Америці, Субсахарській Африці, Південній і Південно-Східній Азії.

## Види
Виділяють два види:
- Качка американська (Sarkidiornis sylvicola)[6]
- Качка шишкодзьоба (Sarkidiornis melanotos)

## Етимологія
Наукова назва роду Sarkidiornis походить від сполучення слів дав.-гр. σαρξ — м'ясо і ορνις — птах.